# Бейтс, Сара

Одна из работ Сары Бейтс

Сара Бейтс (англ. Sarah Bates; 1792—1881) — американская художница, шейкер.

## Биография
Родилась 29 ноября 1792 года в Хартфорде, штат Нью-Йорк. Была дочерью старейшины Иссахара Бейтса и вошла в Watervliet Shaker Village на момент его образования в 1808 году. Три года спустя она переехала в поселение шейкеров Mount Lebanon Shaker Society в Нью-Лебаноне, где оставалась до конца своей жизни.
Она работала школьной учительницей и портнихой, и в обоих занятиях была связана с Полли Энн Рид, вместе с которой была членом First Order of the Church. Сара Бейтс была писцом в своей общине и написала несколько песен. Она также написала по крайней мере одно эссе и какое-то время была диакониссой. Её сестра Бетси стала старейшиной в Нью-Лебаноне.
Сара Бейтс стала автором более десятка подарочных рисунков, созданных во время шейкерной Эры Проявлений. На её работы заметно влияние Полли Рид. Бейтс называют «выдающейся фигурой» в области подарочных рисунков (gift drawing).
Рисунок Сары Бейтс без названия, выполненный пером, кистью и разноцветными чернилами, принадлежит Художественному музею Филадельфии.
Умерла в 1881 году.